# 冯军 (1969年)
冯军（1969年6月16日—），陕西西安人，中国企业家，爱国者集团创始人与董事长。
冯军于1992年获清华大学土木工程系学士学位，2004年获北京大学光华管理学院工商管理硕士学位，2011年获北京师范大学心理学博士学位。他于1993年在中关村创立了北京华旗资讯数码科技有限公司，并于1997年建立了中国知名IT品牌“爱国者”。他是第十一届全国政协委员、中国民主建国会中央委员。此外，他还是爱国者象棋的发明者。